# Anna Nevillová
Anna Nevillová (anglicky Anne Neville; 11. června 1456 – 16. března 1485) byla jako manželka Eduarda z Walesu princeznou z Walesu. Jejím druhým manželem byl anglický král Richard III. Anna však byla královnou jenom dva roky, od roku 1483 až do své smrti v roce 1485. Jejím otcem byl tvůrce králů Richard Neville.

## První manželství a sňatek s Richardem III.
Anna vyrůstala na hradě Middleham, kde se setkala i se syny vévody z Yorku, Richardem (budoucím Richardem III.) a Jiřím. Annin otec v roce 1461 pomohl na trůn Eduardovi IV. z rodu Yorků, ale kvůli královu favorizováni královniny rodiny změnil strany v bojích Yorků a Lancasterů o trůn a spojil se s Markétou z Anjou, manželkou předchozího krále Jindřicha VI. z rodu Lancasterů. Královna Markéta měla své pochyby, Annina sestra Isabela byla ostatně manželkou Jiřího z Clarence, bratra vládnoucího krále.
Anna se nakonec provdala za Markétina syna Eduarda. Stalo se tak v katedrále sv. Mořice v Angers ve Francii, pravděpodobně 13. prosince 1470. Hrabě z Warwicku nakonec Jindřichovi VI. pomohl znovu na trůn, ale byl poražen a zabit v bitvě o několik měsíců později. Anna se vrátila se svým novým manželem a tchyní do Anglie, nakonec kromě otce přišla i o manžela. Jednou z obětí bitvy u Tewkesbury byl i Eduard z Walesu, i když není jisté, zda padl v bitvě, nebo byl popraven krátce po ní. Byl jediným nositelem titulu prince z Walesu, který padl v bitvě. Všichni Lancasterští velitelé byli krátce po bitvě hromadně popraveni. Královna Markéta z Anjou a její snacha Anna Nevillová byly zajaty a uvězněny. Král Jindřich VI. byl uvězněn v Toweru a po několika dnech zabit. Na trůn se vrátil Eduard IV.
Anna se stala objektem sporů mezi svým švagrem Jiřím z Clarence a vévodou z Gloucesteru Richardem, bratrem Jiřího z Clarence a krále Eduarda. Clarence, který chtěl získat veškeré dědictví po hraběti Warwickovi (Anna a jeho manželka Isabela byly obě dědičky), s ní zacházel jako se svou schovankou, a nechtěl se o dědictví dělit. Richard ji vyhledal a převezl do kostela sv. Martina. Přesné datum jejich sňatku není známo, ale většina zdrojů se shoduje, že se tak stalo na jaře 1472 ve Westminsterském opatství. Anna se tak stala vévodkyní z Gloucesteru. Odebrali se na hrad Middleham, kde se v roce 1473 narodil jejich jediný syn Eduard.

## Anglická královna

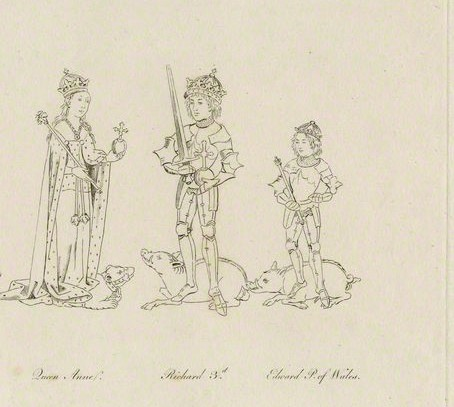
Kresba královské rodiny (Richard, Anna a jejich syn Eduard)

9. dubna 1483 zemřel král Eduard IV. a Richard se stal lordem protektorem za svého dvanáctiletého synovce Eduarda V. 25. června toho roku nechal Richard děti svého bratra prohlásit za nelegitimní. Richard se tak stal králem, třetím toho jména. Anna byla společně se svým manželem korunována arcibiskupem z Canterbury 6. července 1483. Byla to první společná korunovace anglického krále a královny po 175 letech. Z jejího syna se tak stal princ z Walesu, ale zemřel jako jen desetileté dítě 9. dubna 1484.
Po smrti svého syna Anna adoptovala svého a Richardova synovce, rovněž Eduarda, syna své sestry a Jiřího z Clarence. Richard z tohoto chlapce udělal svého dědice, ale po smrti své ženy malého Eduarda, popisovaného později jako „jednoduchého“, zavrhl a jmenoval dědicem jiného synovce – Johna de la Pole.

## Smrt
Anna zemřela 16. března 1485, zřejmě na tuberkulózu. Na den její smrti připadlo zatmění Slunce, což někteří vnímali jako znamení odpadnutí krále Richarda z Boží milosti. Byla pochována ve Westminsterském opatství v neoznačeném hrobě. Richard III. prý na jejím pohřbu plakal. Nicméně kolovaly zvěsti, že ji Richard nechal otrávil, aby se mohl oženit se svou neteří Alžbětou z Yorku.
Richard svou neteř poslal ode dvora a veřejně tyto pomluvy odmítl 30. března 1485 během shromáždění lordů. Oslovil je „jasným hlasem“ a „vyjádřil svůj smutek a nelibost a řekl, že podobný sňatek mu nikdy nepřišel na mysl, že není potěšený smrtí královny, ale že její smrti lituje a jeho srdce je tak těžké, jak může být." Není důvod pochybovat, že Richardův zármutek nad smrtí manželky byl upřímný a později se objevily dokumenty z portugalských královských archivů, podle kterých se po Annině smrti Richardovi ambasadoři vydali sjednat dvojitý sňatek mezi Richardem a sestrou portugalského krále Janou, která měla lancasterský původ, a Alžbětou z Yorku a Janiným synovcem, budoucím Manuelem I.

## Vývod z předků
|                |                      |  |                 |                                    |  |  |  |  |  |  |  | John Neville |
|                |                      |  |                 |                                    |  |  |  |  |  |  |  |              |
|                | Ralf Neville         |  |                 |                                    |  |  |  |  |  |  |  |              |
|                |                      |  |                 |                                    |  |  |  |  |  |  |  |              |
|                |                      |  |                 | Maud Percyová                      |  |  |  |  |  |  |  |              |
|                |                      |  |                 |                                    |  |  |  |  |  |  |  |              |
|                | Richard Neville      |  |                 |                                    |  |  |  |  |  |  |  |              |
|                |                      |  |                 |                                    |  |  |  |  |  |  |  |              |
|                |                      |  |                 | Jan z Gentu                        |  |  |  |  |  |  |  |              |
|                |                      |  |                 |                                    |  |  |  |  |  |  |  |              |
|                | Jana Beaufortová     |  |                 |                                    |  |  |  |  |  |  |  |              |
|                |                      |  |                 |                                    |  |  |  |  |  |  |  |              |
|                |                      |  |                 | Kateřina Swynfordová               |  |  |  |  |  |  |  |              |
|                |                      |  |                 |                                    |  |  |  |  |  |  |  |              |
|                | Richard Neville      |  |                 |                                    |  |  |  |  |  |  |  |              |
|                |                      |  |                 |                                    |  |  |  |  |  |  |  |              |
|                |                      |  |                 | Jan Montagu, 3. hrabě ze Salisbury |  |  |  |  |  |  |  |              |
|                |                      |  |                 |                                    |  |  |  |  |  |  |  |              |
|                | Tomáš Montagu        |  |                 |                                    |  |  |  |  |  |  |  |              |
|                |                      |  |                 |                                    |  |  |  |  |  |  |  |              |
|                |                      |  |                 | Maud Francisová                    |  |  |  |  |  |  |  |              |
|                |                      |  |                 |                                    |  |  |  |  |  |  |  |              |
|                | Alice Montacutová    |  |                 |                                    |  |  |  |  |  |  |  |              |
|                |                      |  |                 |                                    |  |  |  |  |  |  |  |              |
|                |                      |  |                 | Tomáš Holland, 2. hrabě z Kentu    |  |  |  |  |  |  |  |              |
|                |                      |  |                 |                                    |  |  |  |  |  |  |  |              |
|                | Eleonora Hollandová  |  |                 |                                    |  |  |  |  |  |  |  |              |
|                |                      |  |                 |                                    |  |  |  |  |  |  |  |              |
|                |                      |  |                 | Alice FitzAlan, hraběnka z Kentu   |  |  |  |  |  |  |  |              |
|                |                      |  |                 |                                    |  |  |  |  |  |  |  |              |
| Anna Nevillová |                      |  |                 |                                    |  |  |  |  |  |  |  |              |
|                |                      |  |                 |                                    |  |  |  |  |  |  |  |              |
|                |                      |  | Tomáš Beauchamp |                                    |  |  |  |  |  |  |  |              |
|                |                      |  |                 |                                    |  |  |  |  |  |  |  |              |
|                | Tomáš Beauchamp      |  |                 |                                    |  |  |  |  |  |  |  |              |
|                |                      |  |                 |                                    |  |  |  |  |  |  |  |              |
|                |                      |  |                 | Kateřina Mortimerová               |  |  |  |  |  |  |  |              |
|                |                      |  |                 |                                    |  |  |  |  |  |  |  |              |
|                | Richard Beauchamp    |  |                 |                                    |  |  |  |  |  |  |  |              |
|                |                      |  |                 |                                    |  |  |  |  |  |  |  |              |
|                |                      |  |                 | William Ferrers                    |  |  |  |  |  |  |  |              |
|                |                      |  |                 |                                    |  |  |  |  |  |  |  |              |
|                | Margaret Ferrersová  |  |                 |                                    |  |  |  |  |  |  |  |              |
|                |                      |  |                 |                                    |  |  |  |  |  |  |  |              |
|                |                      |  |                 | Margaret Uffordová                 |  |  |  |  |  |  |  |              |
|                |                      |  |                 |                                    |  |  |  |  |  |  |  |              |
|                | Anna Beauchampová    |  |                 |                                    |  |  |  |  |  |  |  |              |
|                |                      |  |                 |                                    |  |  |  |  |  |  |  |              |
|                |                      |  |                 | Eduard Despenser                   |  |  |  |  |  |  |  |              |
|                |                      |  |                 |                                    |  |  |  |  |  |  |  |              |
|                | Tomáš Despenser      |  |                 |                                    |  |  |  |  |  |  |  |              |
|                |                      |  |                 |                                    |  |  |  |  |  |  |  |              |
|                |                      |  |                 | Elizabeth de Burghersh             |  |  |  |  |  |  |  |              |
|                |                      |  |                 |                                    |  |  |  |  |  |  |  |              |
|                | Isabela Despenserová |  |                 |                                    |  |  |  |  |  |  |  |              |
|                |                      |  |                 |                                    |  |  |  |  |  |  |  |              |
|                |                      |  |                 | Edmund z Langley                   |  |  |  |  |  |  |  |              |
|                |                      |  |                 |                                    |  |  |  |  |  |  |  |              |
|                | Konstancie z Yorku   |  |                 |                                    |  |  |  |  |  |  |  |              |
|                |                      |  |                 |                                    |  |  |  |  |  |  |  |              |
|                |                      |  |                 | Isabela Kastilská                  |  |  |  |  |  |  |  |              |
|                |                      |  |                 |                                    |  |  |  |  |  |  |  |              |